# 多瑙伊·亚诺什
多瑙伊·亚诺什（匈牙利語：Dunai János，1937年7月26日—2025年2月13日），匈牙利男子足球运动员，司职前锋。他曾代表匈牙利国奥队参加1960年夏季奥林匹克运动会足球比赛，获得一枚铜牌。